# Palazzo Vecchio

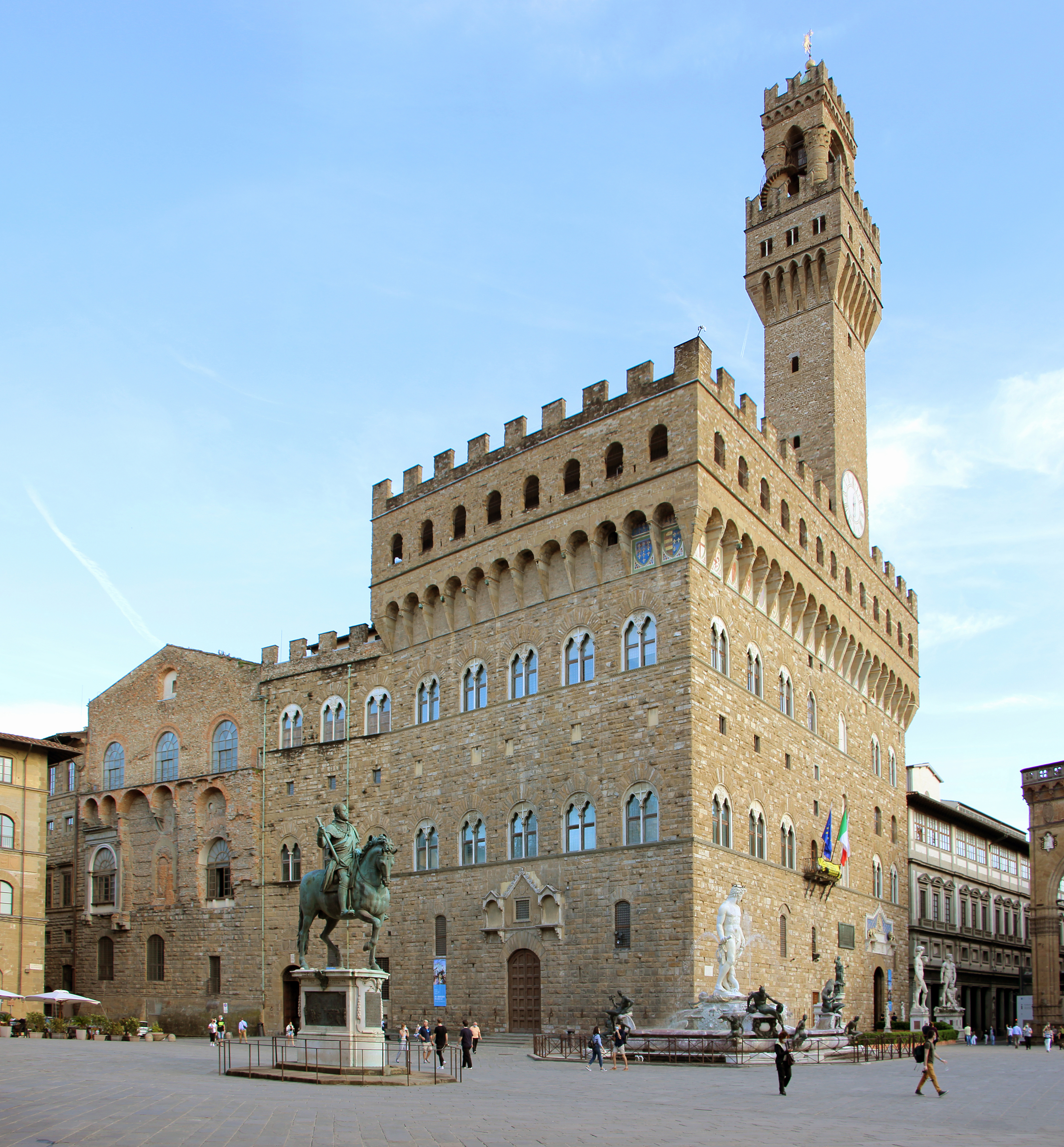
Palazzo Vecchio

Palazzo Vecchio (italienska "det gamla palatset") är en byggnad vid Piazza della Signoria i Florens och är Florens kommunhus. Dagens Palazzo Vecchio härstammar från 1200- till 1500-talet. Byggnaden hette ursprungligen Palazzo della Signoria efter det styrande rådet i Florens under medeltiden, som då benämndes Signoria cittadina.
Palazzo Vecchio hyser omfattande samlingar av målningar och skulpturer. Framför Palazzo Vecchio står bland annat en kopia av David, en 5,17 m hög staty utförd av Michelangelo.